# Brookvale, New South Wales
Brookvale este o suburbie în Sydney, Australia.